# Ochetobius elongatus
Ochetobius elongatus es una especie de peces de la familia de los
Cyprinidae en el orden de los Cypriniformes.

## Morfología
- Los machos pueden llegar alcanzar los 40 cm de longitud total.[1][2]

## Hábitat
Es un pez de agua dulce y de clima subtropical

## Distribución geográfica
Se encuentran en Asia: desde Corea del Sur hasta la  cuenca del río Amur .